# Бенджамін Такер
Бенджамін Рікетсон Такер (англ. Benjamin Ricketson Tucker, зустрічається написання Бенджамен Таккер, Бенджамін Тукер; 17 квітня 1854, Саут-Дартмут, Массачусетс — 22 червня 1939, Монако) — найбільший ідеолог індивідуалістичного анархізму в США XIX століття. Один з ранніх захисників прав жінок і віротерпимості. Послідовник Прудона, протягом життя частково міняв доктрину під впливом інших соціальних мислителів, залишаючись авторитетним ідеологом анархізму і критиком відхилень від анархізму сподвижників. Редактор і видавець журналу індивідуального анархізму «Ліберті». Найбільш відома книга має назву «Замість книги». 

## Народження і юність
Бенджамін Рікетсон Такер народився 17 квітня 1854 року в Південному Дартмуті, поблизу міста Нью-Бедфорд, який знаходиться в штаті Массачусетс. Його батьки були інтелігентними і забезпеченими людьми, які сповідували радикальне унітаріанство. Батько був демократом Джефферсонівський спрямування, а дід по материнській лінії був прихильником Томаса Пейна. 
У віці чотирнадцяти років Такер почав проявляти інтерес до суспільних проблем, а в шістнадцять років він вступив до Бостонський технологічний інститут, в якому провчився три роки. У цей період він став прихильником восьмигодинного робочого дня і виборчих прав жінок. 
У 1872 році Такер взяв участь у президентській виборчій кампанії, агітуючи за список Грилі і Брауна. Він заснував у Нью-Бедфорді клуб імені Грилі Брауна, який складався з людей похилого віку, але цей клуб був висміяний місцевими газетами через те, що був заснований неповнолітнім. Ще до закінчення виборів, перебуваючи на згаданому нижче робочому з'їзді, Такер ясно зрозумів весь бруд і недоцільність політики, і більше ніколи не брав участь в президентських виборах. 
У тому ж таки 1872 році на з'їзді Ново-Англійської Ліги робочих реформ, який пройшов в Бостоні, вісімнадцятирічний Такер зустрівся з Джосайєм Уорреном і полковником Вільямом Гріном. Завдяки Гріну він познайомився з книгою французького філософа і економіста П'єра-Жозефа Прудона «Що таке власність?». Такера дуже засмутив той факт, що ця книга не перекладена англійською мовою, а тому недоступна для більшості простих американців. Переклад Прудона був важким завданням, але Бенджамін Такер гідно впорався з нею, і в 1876 році книга «Що таке власність?» з'явилася в блискучому англійському перекладі. У 1874 році Такер вирушив в свою першу європейську подорож, яка тривала півроку. Під час цієї подорожі він побував в Англії, Франції та Італії. 

## Пізнє життя і діяльність
У 1906 році Бенджамін Такер відкрив книжковий магазин в Нью-Йорку, в якому зберігалося друкарське обладнання і тридцятирічний запас книг і брошур. Але в 1908 році в магазині сталася пожежа, яка знищила це незастраховане приміщення і літературу, що зберігалася в ньому. В цей час кохана Такера, Перл Джонсон, яка була молодша за нього на двадцять п'ять років, була вагітна від нього. Потрапивши в нелегке фінансове становище, Такер іммігрував зі своєю сім'єю до Франції. Влітку 1908 року вони орендували будинок в паризькому передмісті Le Vésinet, в якому прожили шість років. Під час Першої Світової війни Такер зайняв антинімецьку позицію, бо пристрасно ненавидів німецький мілітаризм і реакцію.

## Ідейна спадщина
Хоча Такер описував свою ідеологію як «Анархічний соціалізм», він не вважається соціалістом в сучасній термінології, на яку вплинуло вчення Маркса і Енгельса, що обмежує широке значення терміну. За часів Такера під соціалізмом малася на увазі будь-яка ідеологія, яка потребує зміни капіталістичного суспільства і законодавчого захисту прав трудящих. На відміну від марксистів, Такер виступав за приватний контроль над засобами виробництва і проти громадського контролю над ними.
Ранній Такер дотримувався філософії «природного права», за якою кожна людина має невідчужуване право контролю над плодами своєї праці і на невтручання з боку. Надалі, під впливом Штірнера, він перейшов на позицію «егоїзму», стверджуючи, що в суспільстві панує «право сили», яку долає тільки створенням договірних відносин. У 1960-70 роках його пізні ідеї, пов'язані з заміною держави на приватні інститути, в тому числі держави як гаранта безпеки, були сприйняті рухом т. н. анархо-капіталізму[джерело не вказане 4652 дні].
Такер послідовно виступав проти комунізму, вказуючи, що навіть звільнене від держави комуністичне суспільство неминуче буде обмежувати свободу особистості.

## Журналіст та перекладач
Бенджамін Такер вплинув на політичну філософію англомовного світу як редактор, видавець і перекладач чи не більше, ніж власною письменницькою діяльністю.
Своєю головною гордістю він називав те, що першим переклав на англійську мову книги «Що таке власність» Прудона і «Єдиний і власність» Макса Штірнера. Також Такер переклав англійською мовою книгу П'єра Жозефа Прудона «Філософія убогості» і роботу Михайла Бакуніна «Бог і держава».
В серпні 1881 року Такер заснував анархо-індивідуалістичний журнал «Liberty», який виходив до квітня 1908 року. У цьому журналі вперше побачили світ, поряд з його власними, перша в США стаття Дж. Б. Шоу і перші в США переклади Ніцше, а також статті американських діячів анархізму С. П. Ендрюса, Дж. К. Інголлса, Л. Спунера, О. Герберта, В. Ярроса, Лілліан Харман (дочки і послідовниці раннього захисника прав жінок і вільного кохання Мойсея Хармана). Серед перекладів, опублікованих в «Ліберті», були також твори Віктора Гюго, Бакуніна, Чернишевського і Толстого.

За допомогою журналу «Ліберті» Бенджамін Такер виділяв і інтегрував теорії таких європейських філософів, як Прудон і Герберт Спенсер, з економічною та юридичною думкою американських анархістів (У. Б. Грін, Л. Спунер, Дж. Уоррен). За допомогою нього ж він боровся з законодавчими установками, заснованими на церковних цінностях і забороняють поведінку, що не зачіпає права і свободи третіх осіб — як антитезу публікуючи статті послідовників рухів «вільної думки» і «вільного кохання». Ці різноманітні впливи стали основою для філософського, або індивідуального анархізму Такера, який в сучасності іноді називають індивідуалізмом, тоді як сам Такер вважав за краще назву «анархічний соціалізм»:
Найдосконаліший соціалізм можливий лише за умови найдосконалішого індивідуалізму.
Також на сторінках свого журналу, Такер вів завзяту полеміку з американськими анархо-комуністами, найбільш відомим з яких був теоретик «пропаганди дією» Йоганн Йозеф Мост.

### Публікації російською мовою
- Такер Б. Вместо книги: Написано человеком, слишком занятым, чтобы писать книгу. М.: Изд. А. П. Поплавского, 1908.
- Такер Б. Отношение государства к личности // Сборник статей анархистов-индивидуалистов. Вып. 2.М.: Индивид, 1907. с. 23-39; Там же: Такер Б. Государственный социализм и анархизм. с. 55-84;
- Такер Б. Социализм: Коммунизм: Методы. М.: Индивид, 1907;
- Такер Б. Что такое социализм / Индивидуалист. М.:Индивид, 1907. с. 19-24; Там же: Тэкер В. Метод анархии. с. 205—208;
- Такер Б. Государственный социализм и анархизм / Анархизм. Сборник. СПб.: Слово, 1906.
- Такер Б. Свобода, равная для всех. Сост. А. Майшев. СПб, «Ан-пресс», 1997

### Інтернет-публікації

#### англійською мовою
- Instead of a Book, by a Man Too Busy to Write One [Архівовано 10 січня 2013 у Wayback Machine.] (1893, 1897)
- Travelling in Liberty: a complete online archive of Tucker’s journal Liberty (1881—1908)
- Several works by Tucker at Anarchy Archives [Архівовано 11 березня 2007 у Wayback Machine.]
- State Socialism and Anarchism. How far they agree and wherein they differ [Архівовано 18 січня 2019 у Wayback Machine.] (1886)
- Liberty and Taxation [Архівовано 6 серпня 2006 у Wayback Machine.] From the magazine Liberty 1881—1908

#### російською мовою
- Свобода, равная для всех [Архівовано 8 липня 2019 у Wayback Machine.] 
англ. Instead of a Book, by a Man Too Busy to Write One, сост. А. Майшев, по рус. изд. 1908 г.
  - Вместо книги [Архівовано 7 жовтня 2020 у Wayback Machine.]
- Почему я анархист